# Malchow (Berlin)
Malchow, Berlin-Malchow – dzielnica (Ortsteil) Berlina w okręgu administracyjnym Lichtenberg. Od 1 października 1920 w granicach miasta. Jest najmniejszą dzielnicą Berlina.